# Microtus multiplex
Microtus multiplex és una espècie de talpó que es troba al sud dels Alps, del sud de França de Suïssa i el nord d'Itàlia.
És un talpó força gros i difícil de distingir d'altres talpons per la morfologia externa, tot i que té el pèl una mica més clar que Microtus subterraneus.
Viu en caranes, pastures, prats i boscos ben herbats, sia en pla o a la muntanya fins als 2.800 metres. Prefereix zones on neva, ja que la neu li ofereix protecció contra els predadors i a la vegada protegeix del fred extrem les parts subterrànies de les plantes, que són el seu aliment. De vegades també consumeix castanyes. Fa caus complexos i de vegades reutilitza galeries de talps.
Les poblacions que constitueixen l'espècie Microtus liechtensteini, distribuïda més a l'est, abans es consideraven incloses dins d'aquesta mateixa espècie.